# Elbaman Triathlon

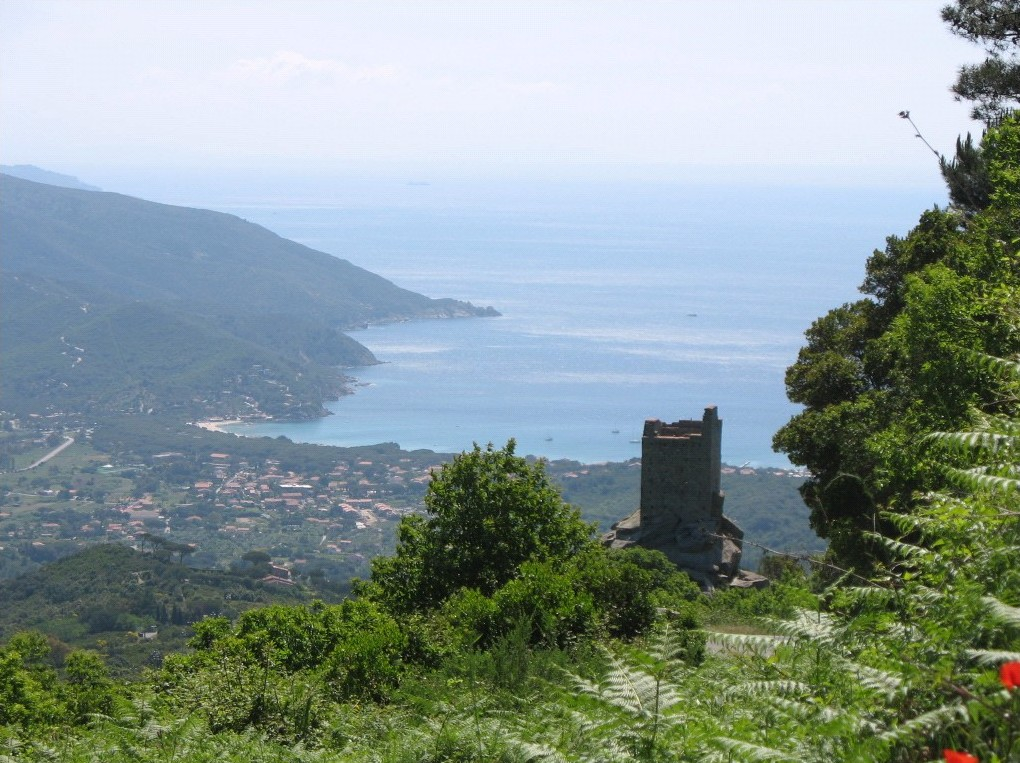
Blick auf Marina di Campo

Der Elbaman Triathlon ist eine Triathlon-Veranstaltung, die seit 2004 jährlich auf der italienischen Insel Elba ausgetragen wird.

## Organisation
Das Rennen wird jährlich Ende September oder Anfang Oktober an der Südküste der Insel in und um Marina di Campo ausgetragen und geht über die
- Mitteldistanz (1,9 km Schwimmen, 94 km Radfahren und 21,1 km Laufen) sowie die
- Langdistanz (seit 2005; 3,8 km Schwimmen, 180 km Radfahren und 42,2 km Laufen).

2017 musste das Rennen witterungsbedingt nach der Schwimmdistanz abgebrochen werden. 2020 musste das Rennen wegen der COVID-19-Pandemie abgesagt werden. 
Ein paralleler Staffellauf findet normalerweise sowohl über die Lang- als auch über die Mittelstrecke statt.
Am Rande der Hauptveranstaltung werden ein Kinderwettbewerb (Elbaman Kids) und ein Werbe-Aquathlon durchgeführt.

## Ergebnisse

### Mitteldistanz – Elbaman 73
Das Rennen über die Mitteldistanz wird seit 2009 ausgetragen.
| N ° | Datum/Jahr    | Männer                   | Männer               | Männer           | Frauen              | Frauen              | Frauen             |
| N ° | Datum/Jahr    | Erster Platz             | Zweiter Platz        | Dritter Platz    | Erster Platz        | Zweiter Platz       | Dritter Platz      |
| --- | ------------- | ------------------------ | -------------------- | ---------------- | ------------------- | ------------------- | ------------------ |
| 16  | 28. Sep. 2025 |                          |                      |                  |                     |                     |                    |
| 15  | 29. Sep. 2024 | Sébastien Escola-Fasseur | Luca Venturi         | Andrea Ruini     | Daniela Kleiser -2- | Jennie Hansen       | Rosalba Campanale  |
| 14  | 24. Sep. 2023 | Marco Carozzo            | Marco Capocci        | Luigi Antonucci  | Federica Schianchi  | Erika Ritucci       | Ilaria Perassolo   |
| 13  | 2. Okt. 2022  | Giulio Molinari          | Luca Taschin         | Marco Vanni      | Daniela Kleiser     | Hana Kolarova       | Ilaria Perassolo   |
| 12  | 26. Sep. 2021 | Dario Giovine            | Alessandro Terranova | Corrado Cavallo  | Annalisa Bertelle   | Chiara Costamagna   | Cristina Cominardi |
| 11  | 29. Sep. 2019 | Marco Capocci            | Filippo Ceccarelli   | Lorenzo Rossi    | Michela Menegon     | Marta Carradore     | Chiara Costamagna  |
| 10  | 30. Sep. 2018 | Markus Hörmann           | Stefano Luciani      | Matthias Kindel  | Melanie Maurer      | Michela Santini     | Lisa Teichert      |
| 09  | 24. Sep. 2017 | –                        | –                    | –                | –                   | –                   | –                  |
| 08  | 25. Sep. 2016 | Stefano Luciani          | Tommaso Giorgetti    | Mattia Torraco   | Eleanora Peroncini  | Maria Alfonsa Sella | Alessandra Reati   |
| 07  | 27. Sep. 2015 | Gabriel Hopf             | Andrea Riva          | Stefano Luciani  | Marta Bernardi      | Céline Carrez       | Eleonora Peroncini |
| 06  | 28. Sep. 2014 | Dominik Rechsteiner      | Maurizio Carta       | Stefano Luciani  | Ilaria Zavanone     | Barbara Davolio     | Francesca Rigo     |
| 05  | 29. Sep. 2013 | Chris Jadoul             | Reto Baumgartner     | Stefano Luciani  | Martina Dogana      | Daniela Pallaro     | Laura Pederzoli    |
| 04  | 30. Sep. 2012 | Giuseppe Baldelli        | Reto Baumgartner     | Matteo Perlini   | Sara Dossena        | Laura Pederzoli     | Daniela Pallaro    |
| 03  | 25. Sep. 2011 | Konrad Von Allmen        | Gerard Wirtz         | Reto Baumgartner | Michelle Parsons    | Daniela Pallaro     | Francesca Meini    |
| 02  | 26. Sep. 2010 | Giuseppe Baldelli        | Reto Baumgartner     | Paolo Malchiodi  | Virginie Lemay      | Melanie Tunesi      | Francesca Meini    |
| 01  | 27. Sep. 2009 | Paolo Borfiga            | Giacomo Giovenali    | Thorsten Funke   | Virginie Lemay      | Monique Grossrieder | Susanne Buckenlei  |
| 0   | 17. Okt. 2004 | Massimo Torsani          | Leonardo Simoncini   | Fermo Bernasconi | Stampi Elisabetta   | Cinzia Arduzzoni    | Elena Micheli      |

### Langdistanz – Elbaman
Der Streckenrekord bei den Männern auf der Langdistanz wird seit 2006 vom Ungarn József Major mit 9:04:07 h gehalten.
| N ° | Datum/Jahr    | Männer                  | Männer              | Männer                   | Frauen                   | Frauen                  | Frauen                 |
| N ° | Datum/Jahr    | Erster Platz            | Zweiter Platz       | Dritter Platz            | Erster Platz             | Zweiter Platz           | Dritter Platz          |
| --- | ------------- | ----------------------- | ------------------- | ------------------------ | ------------------------ | ----------------------- | ---------------------- |
| 20  | 28. Sep. 2025 |                         |                     |                          |                          |                         |                        |
| 19  | 29. Sep. 2024 | Philipp Widmann         | Maximilian Kirmeier | Simon Partl              | Gemma Vezzani            | Michelle Parsons        | Letitia Di Pietro      |
| 18  | 24. Sep. 2023 | Maximilian Kirmeier -3- | Andreas Lenz        | Andreas Posch            | Anna Müller              | Miriam Sved             | Veronica Malagni       |
| 17  | 2. Okt. 2022  | Francesco Gualtieri     | Lorenzo Carboncini  | Maximilian Kirmeier      | Michela Menegon          | Michelle Parsons        | Letizia Di Pietro      |
| 16  | 26. Sep. 2021 | Lorenzo Carboncini      | Sami Götz           | Davide Rossetti          | Marta Zanini             | –                       | –                      |
| 15  | 29. Sep. 2019 | Maximilian Kirmeier -2- | Giovanni Nucera     | Andreas Posch            | Michelle Parsons -2-     | Fatimata Traore         | Joanna Garlewicz       |
| 14  | 30. Sep. 2018 | Maximilian Kirmeier     | Michael Mortensen   | David Gerych             | Michaela Gerychova       | Barbara Trazzi          | Alexandra Imre         |
| 13  | 24. Sep. 2017 | –                       | –                   | –                        | –                        | –                       | –                      |
| 12  | 25. Sep. 2016 | Leonardo Simoncini -2-  | Steve Osborne       | Gabriele Vergano         | Carolin Engelke-Horn -2- | Emanuela Scilla Tonetti | Francesca Poli         |
| 11  | 27. Sep. 2015 | Lucky Berlage -2-       | Adrian Zahnd        | Marco Montanari          | Carolin Engelke-Horn     | Michelle Parsons        | Monica Ferrari         |
| 10  | 28. Sep. 2014 | Lucky Berlage           | Leonardo Nocentini  | Mauro Ciarrocchi         | Laura Mazzucco           | Alessandra Boifava      | Marta Poretti          |
| 09  | 29. Sep. 2013 | Leonardo Simoncini      | Thomas Martinek     | Lucky Berlage            | Michelle Parsons         | Alessandra Boifava      | Michela Tessaro        |
| 08  | 30. Sep. 2012 | Matteo Annovazzi -3-    | Francisco Pontano   | Gregorio Caceres Morales | Monika Stadlmann         | Michelle Parsons        | Bianca Van Den Kieboom |
| 07  | 25. Sep. 2011 | Chris Brands            | Gabriele Rebonato   | Bruno Freudenreich       | Ladislava Cisarovska -2- | Laura Mazzucco          | Marta Poretti          |
| 06  | 26. Sep. 2010 | Matteo Annovazzi -2-    | Chris Brands        | Alberto Roviera          | Maria Alfonsa Sella -2-  | Eva Janseen             | Michaela Schneck       |
| 05  | 27. Sep. 2009 | Matteo Annovazzi        | Rob Johnson         | Gabriele Mazzetta        | Maria Alfonsa Sella      | Elisabetta Stampi       | Michaela Schneck       |
| 04  | 5. Okt. 2008  | Federico Girasole       | Matteo Annovazzi    | Thierry Claes            | Natallia Barkun -3-      | Maria Alfonsa Sella     | Esther De Vries        |
| 03  | 30. Sep. 2007 | Alessandro Alessandri   | Jonathan Leger      | Federico Girasole        | Ladislava Cisarovska     | Maria Alfonsa Sella     | Manuela Ianesi         |
| 02  | 1. Okt. 2006  | József Major (SR)       | Federico Girasole   | Nicolas Beyeler          | Natallia Barkun -2-      | Elisabetta Stampi       | Almuth Grüber          |
| 01  | 2. Okt. 2005  | Jonas Colting           | Chip Slater         | Matthias Heim            | Natallia Barkun          | Lisa Desidera'          | Anne Fallows           |